# Więcesław
Więcesław, Więcsław, Więcław, Więsław – starosłowiańskie imię męskie, złożone z członów Więce- ("więcej") i -sław ("sława"). Znaczenie imienia: „ten, który ma więcej sławy”.
W księgach przyjęć do prawa miejskiego w Krakowie pod rokiem 1393 zanotowano to imię z pisownią Wenczeslaus. Do końca XV wieku imię to zanotowano u około 1500 osób w formie Więcesław i 300 osób w formie Więc(s)ław, a więc popularność Więcesława w średniowieczu była większa od popularności imienia Stanisław.
Pod wpływem języka czeskiego przyjęła się jego forma Wacław. Wschodniosłowiańskim odpowiednikiem tego imienia jest Вячеслав (Wiaczesław). Z kolei imię Wieńczysław mogło powstać w wyniku specyficznego odczytania imienia Więcesław. 
Żeńskim odpowiednikiem jest Więcesława (Więcsława, Więcława).
Prasłowiańskie brzmienie: *vęťeslavъ (*vęťe "więcej" i *slava "sława").
Więcesław imieniny obchodzi 28 września.

## Niektóre znane osoby noszące to imię
- Wiaczasłau Bortnik – białoruski psycholog
- Wiaczasłau Hleb – białoruski piłkarz
- Wiaczasłau Kiebicz – białoruski inżynier i polityk
- Wiaczesław Bogdanowicz – białoruski działacz społeczny w II RP
- Wiaczesław Burawczikow – rosyjski hokeista
- Wiaczesław Czornowił – ukraiński polityk
- Wiaczesław Dajew – rosyjski piłkarz
- Wiaczesław Dobrynin – rosyjski piosenkarz
- Wiaczesław Dydyszko – białoruski szachista
- Wiaczesław Dżawanian – rosyjski kolarz
- Wiaczesław Ejnhorn – ukraiński szachista
- Wiaczesław Fietisow – rosyjski hokeista
- Wiaczesław Iwanienko – rosyjski lekkoatleta
- Wiaczesław Iwanow – radziecki wioślarz
- Wiaczesław Iwanow – rosyjski poeta i pisarz
- Wiaczesław Jarosławowic – książę smoleński
- Wiaczesław Jekimow – rosyjski kolarz
- Wiaczesław Kotionoczkin – twórca serii kreskówek „Wilk i Zając”
- Wiaczesław Kozłow – rosyjski hokeista
- Wiaczesław Łobkow – radziecki polityk
- Wiaczesław Małafiejew – rosyjski piłkarz
- Wiaczesław Mienżynski – radziecki urzędnik
- Wiaczesław Mołotow – radziecki minister
- Wiaczesław Plehwe – rosyjski carski minister
- Wiaczesław Płatonow – rosyjski siatkarz
- Wiaczesław Prokopowycz – ukraiński polityk
- Wiaczesław Ragozin – rosyjski szachista
- Wiaczesław Swiderski – ukraiński piłkarz
- Wiaczesław Tichonow – radziecki aktor
- Wiaczesław Włodzimierzowic − wielki książę kijowski 1151–1154
- Wiaczesław Woronin – rosyjski lekkoatleta
- Wiaczesław Zudow – radziecki kosmonauta
- Wjaczesław Derkacz – ukraiński biathlonista
- Wjaczesław Kyryłenko – ukraiński polityk
- Wjaczesław Szewczuk – ukraiński piłkarz
- Viačeslav Škil – litewski inżynier i poseł

## Venceslau
Dzięki św. Wacławowi imię to, w pisowni łac. Venceslau, upowszechniło się również na zachodzie Europy a później i w nowym świecie:
- Venceslau Brás (1868-1966) – brazylijski prezydent (1914-1918)
- Wenceslau de Moraes (1854-1929) – pisarz portugalski, tłumacz haiku
- Venceslau Fernandes (ur. 1945) – portugalski kolarz
- Venceslau de Oliveira Belo (1787-1852) – polityk i wojskowy brazylijski
- Venceslaus Ulricus Hammershaimb (1819-1909) – luterański proboszcz z Wysp Owczych, twórca współczesnej ortografii języka farerskiego
- Wenzeslaus Liechtenstein (ur. 1974) – członek rodziny panującej w Liechtensteinie

W Brazylii, w stanie Mato Grosso jest rzeka nosząca imię São Venceslau oraz kilka miast, m.in. Wenceslau Braz (Minas Gerais), Wenceslau Braz (Parana).